# Équipe de Corée du Sud des moins de 20 ans de football
Maillots
L'équipe de Corée du Sud de football des moins de 20 ans ou U20 est constituée par une sélection des meilleurs joueurs sud-coréens de moins de 20 ans sous l'égide de la Fédération de Corée du Sud de football (KFA).

## Histoire
L'équipe de la Corée du Sud junior est la plus titrée d’Asie du championnat U20 , ils ont remporté le premier trophée continental d’Asie en 1949 puis le dernier étant en 2012. Le douzième.

## Sélectionneurs
- 1959 :  Park Kyu-chung
- 1966 :  Park Kyu-chung

### Équipe technique actuelle
| Poste                   | Nom            | Nationalité  |
| ----------------------- | -------------- | ------------ |
| Sélectionneur           | Kim Eun-jung   | Corée du Sud |
| Sélectionneur adjoint   | Kim Tae-min    | Corée du Sud |
| Sélectionneur adjoint   | Lee Chang-hyun | Corée du Sud |
| Entraîneur des gardiens | Cha Sang-kwang | Corée du Sud |
| Préparateur physique    | Lee Gue-sung   | Corée du Sud |

## Résultats de la sélection nationale

### Palmarès
| Compétitions internationales                                            | Compétitions continentales | Trophées divers |
| - Coupe du monde U-20 de la FIFA (0) - Finaliste en 2019. - 4e en 1983. | - Coupe d'Asie des nations U-19 (12) - Vainqueur en 1959, 1960, 1963, 1978, 1980, 1982, 1990, 1996, 1998, 2002, 2004 et 2012. - Finaliste en 1962, 1971, 1972, 1992 et 2018. - 3e en 1968, 1970, 1973, 1974, 1976 et 2006. - Demi-finaliste en 2008, 2010, 2023 et 2025. |                 |